# Recep Gürkan

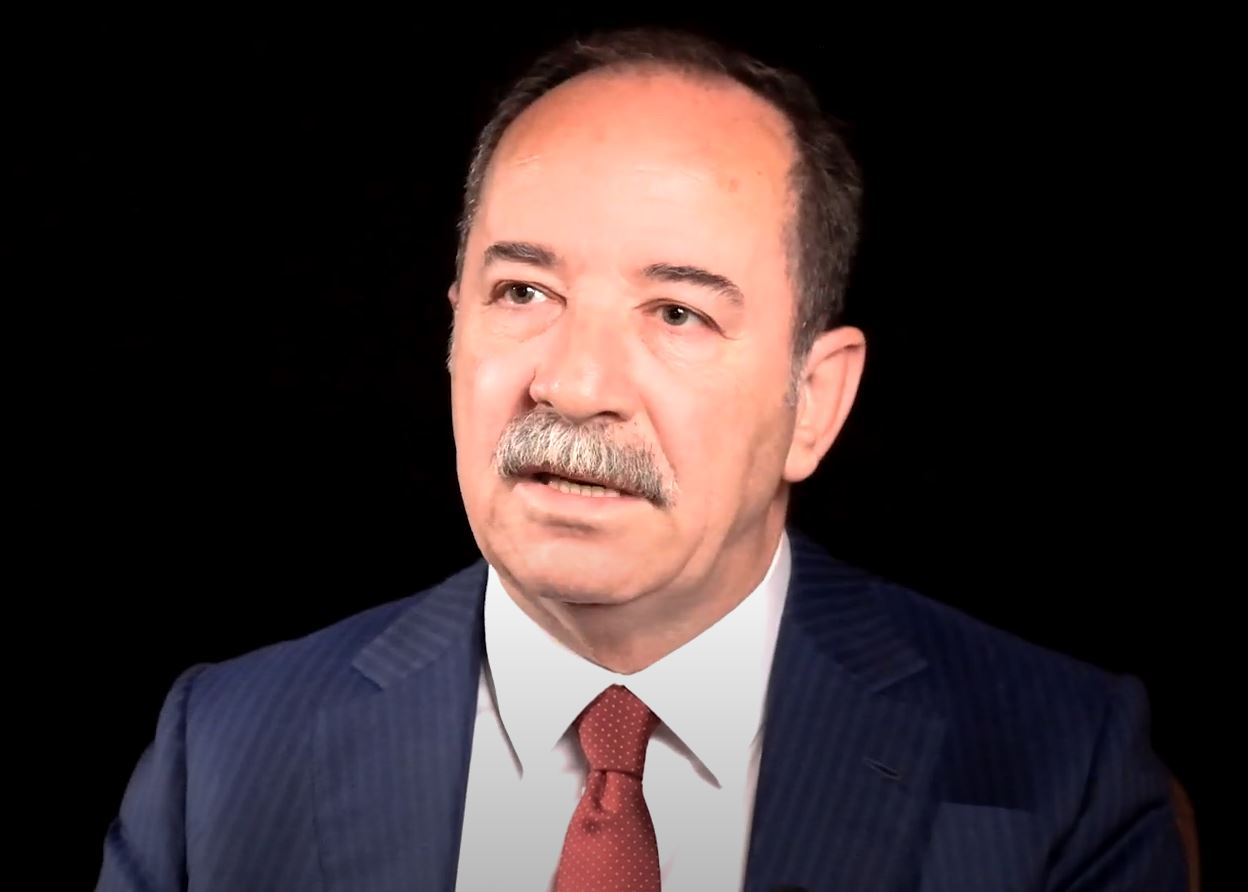
Recep Gürkan, 2022

Recep Gürkan (* 1. August 1964 in İpsala, Provinz Edirne) ist ein türkischer Politiker der CHP. Er ist ehemaliges Parlamentsmitglied und war von März 2014 bis März 2024 Oberbürgermeister der Stadt Edirne.

## Leben und Wirken
Nach dem Abitur erhielt er 1983 seine Ausbildung an der Pädagogischen Hochschule Edirne, die der Trakya-Universität angegliedert ist. Im Jahr 2001 schloss er ein Studium an der Fakultät für Sozialwissenschaften der Anadolu-Universität in Eskişehir ab.
Im Anschluss an das Studium wurde er Lehrer in verschiedenen türkischen Schulen und später stellvertretender Schulamtsleiter in Edirne.
Die Berufung als Generalsekretär an die Trakya-Universität erfolgte während des Rektorats von Enver Duran.
Bei den Parlamentswahlen 2011 wurde Recep Gürkan in das türkische Parlament gewählt, gab jedoch 2014 seinen Sitz zugunsten einer Kandidatur als Oberbürgermeister von Edirne auf.
Anlässlich der Kommunalwahlen am 30. März 2014 wurde er zum Oberbürgermeister der Stadt Edirne gewählt. Bereits seit seiner Tätigkeit in der Trakya-Universität pflegt Recep Gürkan die Städtefreundschaft mit Lörrach.
Bei den Kommunalwahlen 2019 konnte er sein Amt erfolgreich verteidigen. Zur Wahl am 31. März 2024 trat er nicht an, zu seiner Nachfolgerin wurde seine Parteifreundin Filiz Gencan Akin gewählt.
Recep Gürkan ist verheiratet und hat zwei Kinder.